# BAT F.K.25 Basilisk
De B.A.T. F.K. 25 Basilisk was een Brits jachtvliegtuig, ontworpen door de Nederlandse constructeur Frederick (Frits) Koolhoven in dienst van vliegtuigfabriek British Aerial Transport Company (B.A.T.) in 1918.  Het toestel was ontworpen naar een specificatie van het Air Ministry uit 1918 voor een nieuwe eenzits jager, aangedreven door de nieuwe en nog niet geteste ABC Dragonfly stermotor van 320 pK. Er zijn slechts drie prototypes van de Basilisk gebouwd. De tweedekker was de laatste jager gebouwd door B.A.T.
Net als Koolhoven's eerdere F.K.23 Bantam ontwerp, was de Basilisk een dubbeldekker met een houten monocoque romp. De Basilisk was echter groter en zwaarder dan de Bantam teneinde de grotere motor en de in de Air Ministry-specificaties gevraagde apparatuur te kunnen inbouwen. 
De Basilisk vloog voor het eerst in september 1918. De BAT-testpiloot Peter Legh verongelukte dodelijk tijdens een testvlucht op 3 mei 1919 toen zijn Basilisk vuur vatte boven Finchley. Het tweede en derde prototype werden daarna voorzien van aangepaste ailerons. De nieuwe Dragonfly-motor bleek echter erg onbetrouwbaar. De ontwikkeling van het toestel werd stopgezet en het type werd niet besteld door de Britse overheid.